# Bernac-Dessus
Bernac-Dessus è un comune francese di 327 abitanti situato nel dipartimento degli Alti Pirenei nella regione dell'Occitania.

## Società

### Evoluzione demografica
Abitanti censiti